# Megachile beutenmulleri
Megachile beutenmulleri är en biart som beskrevs av Cockerell 1907. Megachile beutenmulleri ingår i släktet tapetserarbin, och familjen buksamlarbin. Inga underarter finns listade i Catalogue of Life.